# Réseau suburbain du bassin de vie de l'agglomération de Nancy
Le réseau suburbain du bassin de vie Nancéien, communément désigné par sa marque commerciale Sub (ou le Sub) est un réseau de transport qui permet de desservir les communes de l'agglomération de Nancy n'ayant pas intégré la Métropole du Grand Nancy. Il est exploité par Keolis Territoires Nancéiens depuis 2020.

## Autorité organisatrice
Le réseau Sub est organisé par le Syndicat mixte des transports suburbains de Nancy (SMTSN). Le SMTSN regroupe des élus de la Métropole du Grand Nancy, de la Région Grand Est, et des communautés de communes du Bassin de Pompey, des Pays du Sel et du Vermois et de Moselle et Madon. Outre des communes du Grand Nancy, le réseau Sub dessert 15 communes :

Communauté de communes du Bassin de Pompey :
- Bouxières-aux-Dames
- Champigneulles
- Custines
- Faulx
- Frouard
- Lay-Saint-Christophe
- Malleloy
- Montenoy
- Pompey

Communauté de communes des Pays du Sel et du Vernois :
- Dombasle
- Saint-Nicolas-de-Port
- Varangéville

Communauté de communes de Moselle et Madon :
- Chaligny
- Chavigny
- Neuves-Maisons
- Pont-Saint-Vincent

La population desservie s'élève à 222 000 habitants.

## Histoire

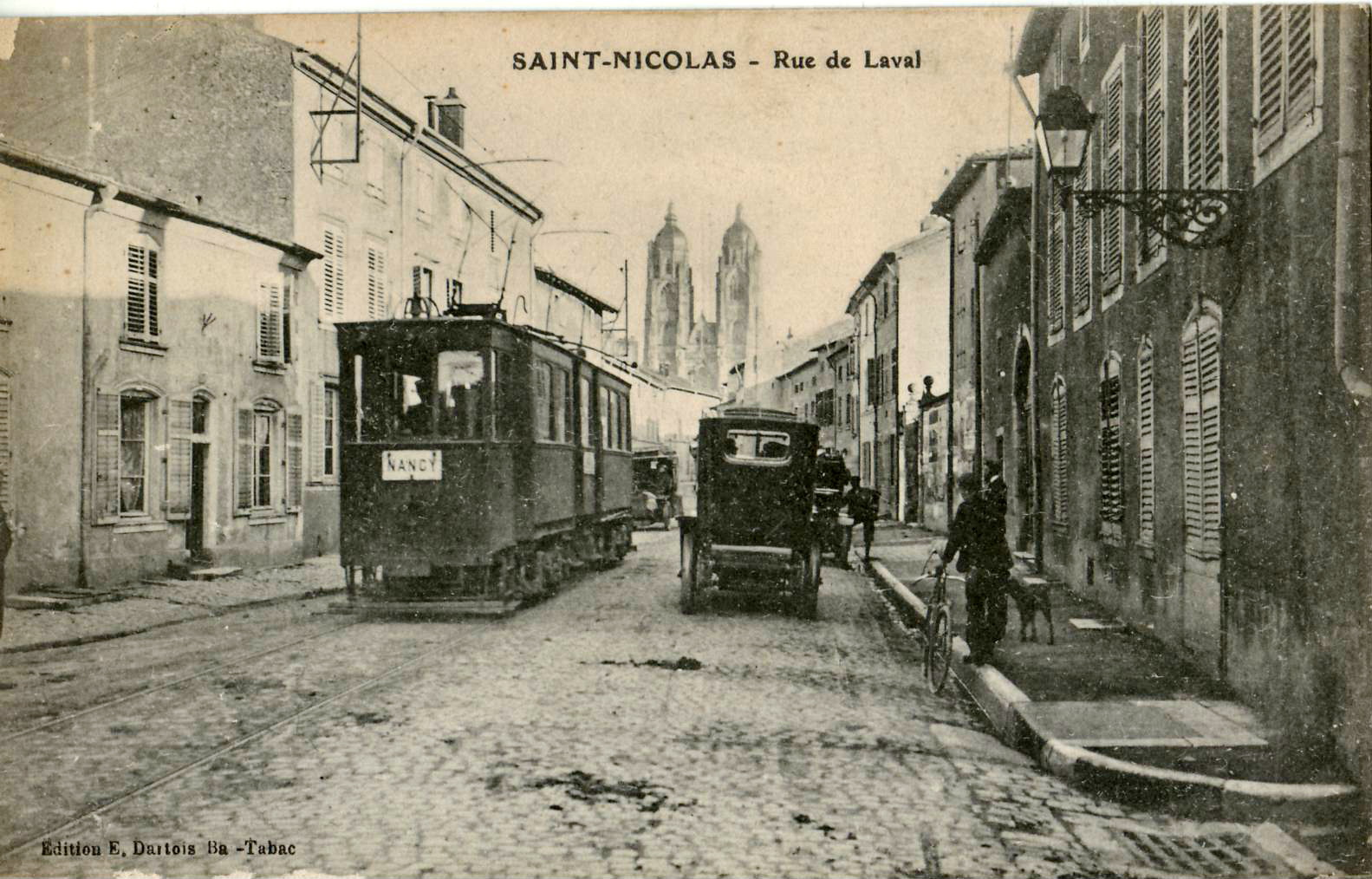
Tramway suburbain dans les rues de Saint-Nicolas-de-Port vers 1920.

La Compagnie des tramways suburbains est créée en 1908. Les deux premières lignes au départ du Marché central de Nancy sont mises en service en 1910 : la première à destination de Dombasle-sur-Meurthe, la seconde à destination de Pont-Saint-Vincent. Le réseau compte ainsi 29 kilomètres de lignes.
De son côté, en 1912, la CGFT prolonge la ligne no 10 du tramway de Nancy au départ de la place Carnot à Nancy jusque Pompey.
La Première Guerre mondiale provoque l'interruption de l'exploitation des tramways suburbains en 1914. L'exploitation ne reprendra qu'en 1919, après que la CGFT ait absorbé la CTS. Les deux lignes sont ainsi renumérotées par la CGFT : la ligne vers Dombasle reçoit le no 12, la ligne vers Pont-Saint-Vincent le no 14.
En 1949, les autobus remplacent les tramways des lignes 10 et 12. En 1952, c'est au tour des tramways de la ligne 14 d'être remplacés par des bus.
Le SMTSN est créé en 1980. À compter de cette date, les véhicules affectés aux lignes suburbaines reçoivent une livrée à base de vert, mais reprenant le même schéma que les bus urbains. En 1997, les activités urbaine et suburbaine de la CGFTE sont séparées et l'entité CGFTE Nancy Suburbain est créée. Le réseau adopte la marque commerciale Sub et se dote de sa propre identité visuelle.
Au milieu des années 2000, le réseau est restructuré et les indices de ligne attribués près d'un siècle auparavant sont supprimés. La ligne 10 devient le « lobe nord » constitué des lignes 321 à 326 ; la ligne 12 devient le « lobe est » constitué des lignes 621 à 625 et la ligne 14 devient le « lobe ouest » constitué des lignes 511 à 523.
À la suite d'une mise en appel d'offres de la délégation de service public, Keolis remporte l'exploitation du réseau à compter du 1er juin 2009, via sa filiale Keolis Pays Nancéien.
Le 26 août 2019, le réseau est restructuré en même temps que le réseau STAN. Le lobe ouest disparaît, remplacé par la ligne 10, une ligne diamétrale qui relie Chaligny à Pompey. Le lobe est remplacé par les lignes 23 et 24.
Depuis le 1er mars 2020, le réseau est exploité par Keolis Territoires Nancéiens, tout comme le réseau voisin de Pompey.
Le 27 juin au matin, le Sub dévoile sa nouvelle identité; avec son nouveau logo avec la mise en avant du lien entre les territoires, le bleu pour les lignes 10 et 81 à 85 et le réseau Sub, le vert pour les lignes 23 et 24 et le réseau La Navette de la CCPSV, et le violet-rose de la ligne 100 et du réseau Le Sit du Bassin de Pompey; son nouveau slogan "Le Sub & vous" et sa nouvelle livrée sur les nouveaux Iveco Urbanway Mild-Hybrid 18m mis en service ce jour sur la ligne 10.
Le 17 juillet, c'est au tour de la ligne 100 de passer au gaz avec les Urbanway Mild-Hybrid 12m, avant cette date les lignes 10, 81, 82 et 84 profitaient déjà des standards.

## Le réseau

### Description
Le réseau Sub tel qu'il l'est aujourd'hui est présent depuis le 26 août 2019 (hormis pour les lignes 321 à 324) et a été mis en place en même temps que le nouveau réseau Stan 2019. En effet, il est constaté que l'ancienne numérotation des lignes est encore de la partie pour les lignes 321 à 324 (numérotation à 3 chiffres dont disposait l'ancien réseau Stan jusqu'en 2013).
Depuis la dernière refonte, le réseau se présente ainsi : une grande ligne desservant l'Ouest et le Nord suburbain en passant par le cœur de Nancy (ligne 10) et deux lignes en alternance qui desservent l'est suburbain (lignes 23 et 24). Ces lignes sont alors complétées par des lignes à vocation scolaire et étudiante (321 à 324, 326 et 100).
À partir du 31 août 2020, la ligne 10 est modifiée, elle part de Pompey Fonds de Lavaux, effectue son terminus à Vandoeuvre Brabois Santé (renommé de Vandoeuvre Morvan), et ne dessert plus la communauté de communes Moselle et Madon. Par conséquent la ligne 100 part de Pont-Saint-Vincent ou Neuves Maisons Cap Filéo et effectuera elle aussi son terminus à Vandoeuvre Brabois Santé ou Villers Lycée Stanislas.
À partir du 2 août 2021, la ligne 10 reprend la desserte du parc Eiffel à Pompey et les lignes 321 à 326 sont renommées 81 à 85. La ligne 10-325 se simplifie en perdant l'appellation 325. Toutes ces modifications sont effectuées au même moment que la restructuration du réseau Le Sit et ont l'objectif de cohérence entre les réseaux de transports du bassin de vie.
Le réseau Sub est notamment complété par des réseaux mis en service par les communautés de commune elles-mêmes (Le Sit pour le bassin de Pompey, T'MM pour Moselle et Madon et la navette CCPSV pour Sel et Vermois).

### Bassin de Pompey
| Ligne | Caractéristiques | Caractéristiques                                                       | Caractéristiques                                                       | Caractéristiques                                                       | Caractéristiques                                                       | Caractéristiques                                                       | Caractéristiques                                                       | Caractéristiques                                                       | Caractéristiques                                                       |
| 10    | POMPEY Parc Eiffel / POMPEY Fonds de Lavaux ⥋ VANDOEUVRE Brabois Santé | POMPEY Parc Eiffel / POMPEY Fonds de Lavaux ⥋ VANDOEUVRE Brabois Santé | POMPEY Parc Eiffel / POMPEY Fonds de Lavaux ⥋ VANDOEUVRE Brabois Santé | POMPEY Parc Eiffel / POMPEY Fonds de Lavaux ⥋ VANDOEUVRE Brabois Santé | POMPEY Parc Eiffel / POMPEY Fonds de Lavaux ⥋ VANDOEUVRE Brabois Santé | POMPEY Parc Eiffel / POMPEY Fonds de Lavaux ⥋ VANDOEUVRE Brabois Santé | POMPEY Parc Eiffel / POMPEY Fonds de Lavaux ⥋ VANDOEUVRE Brabois Santé | POMPEY Parc Eiffel / POMPEY Fonds de Lavaux ⥋ VANDOEUVRE Brabois Santé | POMPEY Parc Eiffel / POMPEY Fonds de Lavaux ⥋ VANDOEUVRE Brabois Santé |
| ----- | --- | ---------------------------------------------------------------------- | ---------------------------------------------------------------------- | ---------------------------------------------------------------------- | ---------------------------------------------------------------------- | ---------------------------------------------------------------------- | ---------------------------------------------------------------------- | ---------------------------------------------------------------------- | ---------------------------------------------------------------------- |
| 10    | Ouverture / Fermeture 31 août 2019 / — | Longueur —                                                             | Durée 60 min                                                           | Nb. d’arrêts 46                                                        | Matériel Urbanway 18 GNV Hybrid/ Urbanway 12 GNV Hybrid (Iveco)        | Jours de fonctionnement L, Ma, Me, J, V, S, D                          | Jour / Soir / Nuit / Fêtes O / O / N / O                               | Voy. / an —                                                            | Dépôt —                                                                |
| 10    | Desserte : - Communes desservies : Vandoeuvre-lès-Nancy, Villers-lès-Nancy, Nancy, Maxéville, Champigneulles, Frouard, Pompey. - Principaux arrêts desservis : Vandoeuvre Brabois Santé, Nancy Painlevé, Nancy Gare, Nancy Place Carnot, Maxéville Courbet, Champigneulles Port, Frouard Grand Air, Frouard Point Central, Pompey La Ruche, Pompey Fonds de Lavaux. - Particularité : De l'été 2019 à l'été 2021 la ligne prenait la dénomination 325 entre Fonds de Lavaux et La Balance vers Vandoeuvre, et entre Place Carnot et Fonds de Lavaux vers Pompey. Les terminus : du lundi au samedi et vacances scolaires : Pompey Parc Eiffel / Fonds de Lavaux ↔ Vandoeuvre Brabois Santé, les dimanches et jours fériés : Pompey Fonds de Lavaux ↔ Nancy Gare |                                                                        |                                                                        |                                                                        |                                                                        |                                                                        |                                                                        |                                                                        |                                                                        |
| 10    | Autre : - Fréquence : Du lundi au vendredi toutes les 15 à 30 minutes, les samedis et vacances scolaires toutes les 30 minutes, 11 allers-retours les dimanches et jours fériés - Date de dernière mise à jour : 30 juillet 2021. |                                                                        |                                                                        |                                                                        |                                                                        |                                                                        |                                                                        |                                                                        |                                                                        |
| 10    | Dernière actualisation : — |                                                                        |                                                                        |                                                                        |                                                                        |                                                                        |                                                                        |                                                                        |                                                                        |
| 81    | CHAMPIGNEULLES Bellefontaine ⥋ NANCY Place Carnot | CHAMPIGNEULLES Bellefontaine ⥋ NANCY Place Carnot                      | CHAMPIGNEULLES Bellefontaine ⥋ NANCY Place Carnot                      | CHAMPIGNEULLES Bellefontaine ⥋ NANCY Place Carnot                      | CHAMPIGNEULLES Bellefontaine ⥋ NANCY Place Carnot                      | CHAMPIGNEULLES Bellefontaine ⥋ NANCY Place Carnot                      | CHAMPIGNEULLES Bellefontaine ⥋ NANCY Place Carnot                      | CHAMPIGNEULLES Bellefontaine ⥋ NANCY Place Carnot                      | CHAMPIGNEULLES Bellefontaine ⥋ NANCY Place Carnot                      |
| 81    | Ouverture / Fermeture — / — | Longueur —                                                             | Durée 35 min                                                           | Nb. d’arrêts 24                                                        | Matériel Citaro (Mercedes)                                             | Jours de fonctionnement L, Ma, Me, J, V, S, D                          | Jour / Soir / Nuit / Fêtes O / N / N / O                               | Voy. / an —                                                            | Dépôt —                                                                |
| 81    | Desserte : - Communes desservies : Nancy, Maxéville, Champigneulles. - Principaux arrêts desservis : Nancy Gare, Nancy Place Carnot, Maxéville Courbet, Champigneulles Port, Champigneulles Bellefontaine |                                                                        |                                                                        |                                                                        |                                                                        |                                                                        |                                                                        |                                                                        |                                                                        |
| 81    | Autre : - Fréquence : Du lundi au vendredi : 4 services par jour vers Champigneulles et 4 vers Nancy. Les samedis et vacances scolaires et les dimanches et jours feriés : 2 services vers Champigneulles et 3 vers Nancy. Les dimanches et jours fériés, le terminus s'effectue à Nancy Gare (Place République). - Date de dernière mise à jour : 30 juillet 2021. |                                                                        |                                                                        |                                                                        |                                                                        |                                                                        |                                                                        |                                                                        |                                                                        |
| 81    | Dernière actualisation : — |                                                                        |                                                                        |                                                                        |                                                                        |                                                                        |                                                                        |                                                                        |                                                                        |
| 82    | BOUXIERES AUX DAMES Téméraire ⥋ NANCY Place Carnot | BOUXIERES AUX DAMES Téméraire ⥋ NANCY Place Carnot                     | BOUXIERES AUX DAMES Téméraire ⥋ NANCY Place Carnot                     | BOUXIERES AUX DAMES Téméraire ⥋ NANCY Place Carnot                     | BOUXIERES AUX DAMES Téméraire ⥋ NANCY Place Carnot                     | BOUXIERES AUX DAMES Téméraire ⥋ NANCY Place Carnot                     | BOUXIERES AUX DAMES Téméraire ⥋ NANCY Place Carnot                     | BOUXIERES AUX DAMES Téméraire ⥋ NANCY Place Carnot                     | BOUXIERES AUX DAMES Téméraire ⥋ NANCY Place Carnot                     |
| 82    | Ouverture / Fermeture — / — | Longueur —                                                             | Durée 30 min                                                           | Nb. d’arrêts 26                                                        | Matériel Citaro (Mercedes)                                             | Jours de fonctionnement L, Ma, Me, J, V, S                             | Jour / Soir / Nuit / Fêtes O / N / N / N                               | Voy. / an —                                                            | Dépôt —                                                                |
| 82    | Desserte : - Communes desservies : Nancy, Maxéville, Champigneulles, Bouxières-aux-Dames. - Principaux arrêts desservis : Nancy Place Carnot, Maxéville Courbet, Champigneulles Gare, Bouxières-aux-Dames Téméraire. |                                                                        |                                                                        |                                                                        |                                                                        |                                                                        |                                                                        |                                                                        |                                                                        |
| 82    | Autre : - Fréquence : Du lundi au samedi toute l'année : 1 service par jour dans chaque sens. - Date de dernière mise à jour : 30 juillet 2021. |                                                                        |                                                                        |                                                                        |                                                                        |                                                                        |                                                                        |                                                                        |                                                                        |
| 82    | Dernière actualisation : — |                                                                        |                                                                        |                                                                        |                                                                        |                                                                        |                                                                        |                                                                        |                                                                        |
| 83    | FROUARD Le Nid ⥋ NANCY Place Carnot | FROUARD Le Nid ⥋ NANCY Place Carnot                                    | FROUARD Le Nid ⥋ NANCY Place Carnot                                    | FROUARD Le Nid ⥋ NANCY Place Carnot                                    | FROUARD Le Nid ⥋ NANCY Place Carnot                                    | FROUARD Le Nid ⥋ NANCY Place Carnot                                    | FROUARD Le Nid ⥋ NANCY Place Carnot                                    | FROUARD Le Nid ⥋ NANCY Place Carnot                                    | FROUARD Le Nid ⥋ NANCY Place Carnot                                    |
| 83    | Ouverture / Fermeture — / — | Longueur —                                                             | Durée 35 min                                                           | Nb. d’arrêts 24                                                        | Matériel Citaro (Mercedes)                                             | Jours de fonctionnement L, Ma, Me, J, V                                | Jour / Soir / Nuit / Fêtes O / N / N / N                               | Voy. / an —                                                            | Dépôt —                                                                |
| 83    | Desserte : - Communes desservies : Frouard, Champigneulles, Maxéville, Nancy. - Principaux arrêts desservis : Frouard Le Nid, Frouard Point Central, Champigneulles Port, Maxéville Courbet, Nancy Place Carnot. |                                                                        |                                                                        |                                                                        |                                                                        |                                                                        |                                                                        |                                                                        |                                                                        |
| 83    | Autre : - Fréquence : 2 services du lundi au vendredi (hors période de vacances) vers Nancy uniquement. - Date de dernière mise à jour : 30 juillet 2021. |                                                                        |                                                                        |                                                                        |                                                                        |                                                                        |                                                                        |                                                                        |                                                                        |
| 83    | Dernière actualisation : — |                                                                        |                                                                        |                                                                        |                                                                        |                                                                        |                                                                        |                                                                        |                                                                        |
| 84    | POMPEY Les Vannes ⥋ NANCY Place Carnot | POMPEY Les Vannes ⥋ NANCY Place Carnot                                 | POMPEY Les Vannes ⥋ NANCY Place Carnot                                 | POMPEY Les Vannes ⥋ NANCY Place Carnot                                 | POMPEY Les Vannes ⥋ NANCY Place Carnot                                 | POMPEY Les Vannes ⥋ NANCY Place Carnot                                 | POMPEY Les Vannes ⥋ NANCY Place Carnot                                 | POMPEY Les Vannes ⥋ NANCY Place Carnot                                 | POMPEY Les Vannes ⥋ NANCY Place Carnot                                 |
| 84    | Ouverture / Fermeture — / — | Longueur —                                                             | Durée 35 min                                                           | Nb. d’arrêts 29                                                        | Matériel Citaro (Mercedes)                                             | Jours de fonctionnement L, Ma, Me, J, V, S, D                          | Jour / Soir / Nuit / Fêtes O / N / N / O                               | Voy. / an —                                                            | Dépôt —                                                                |
| 84    | Desserte : - Communes desservies : Nancy, Maxéville, Champigneulles, Frouard, Pompey. - Principaux arrêts desservis : Nancy Gare, Nancy Place Carnot, Maxéville Courbet, Champigneulles Port, Frouard Point Central, Pompey La Ruche, Pompey Les Vannes. |                                                                        |                                                                        |                                                                        |                                                                        |                                                                        |                                                                        |                                                                        |                                                                        |
| 84    | Autre : - Fréquence : Vers Pompey : 2 services le dimanche et les jours feriés. Vers Nancy : 1 service par jour du lundi au dimanche, vacances scolaires, et jours feriés. Les dimanches et jours fériés, le terminus s'effectue à Nancy Gare (Place République). - Date de dernière mise à jour : 30 juillet 2021. |                                                                        |                                                                        |                                                                        |                                                                        |                                                                        |                                                                        |                                                                        |                                                                        |
| 84    | Dernière actualisation : — |                                                                        |                                                                        |                                                                        |                                                                        |                                                                        |                                                                        |                                                                        |                                                                        |
| 85    | POMPEY La Ruche / MONTENOY Petit Verger ⥋ NANCY République | POMPEY La Ruche / MONTENOY Petit Verger ⥋ NANCY République             | POMPEY La Ruche / MONTENOY Petit Verger ⥋ NANCY République             | POMPEY La Ruche / MONTENOY Petit Verger ⥋ NANCY République             | POMPEY La Ruche / MONTENOY Petit Verger ⥋ NANCY République             | POMPEY La Ruche / MONTENOY Petit Verger ⥋ NANCY République             | POMPEY La Ruche / MONTENOY Petit Verger ⥋ NANCY République             | POMPEY La Ruche / MONTENOY Petit Verger ⥋ NANCY République             | POMPEY La Ruche / MONTENOY Petit Verger ⥋ NANCY République             |
| 85    | Ouverture / Fermeture — / — | Longueur —                                                             | Durée —                                                                | Nb. d’arrêts —                                                         | Matériel —                                                             | Jours de fonctionnement L, Ma, Me, J, V, S                             | Jour / Soir / Nuit / Fêtes O / N / N / N                               | Voy. / an —                                                            | Dépôt —                                                                |
| 85    | Desserte : - Communes desservies : Nancy, Malzéville, Lay-Saint-Christophe, Bouxières-aux-Dames, Custines, Pompey, Malleloy, Faulx, Montenoy. - Principaux arrêts desservis : Nancy Gare - Particularité : Cette ligne ne fonctionne qu'en période scolaire du lundi au samedi. - Date de dernière mise à jour : 30 juillet 2021. |                                                                        |                                                                        |                                                                        |                                                                        |                                                                        |                                                                        |                                                                        |                                                                        |
| 85    | Autre : |                                                                        |                                                                        |                                                                        |                                                                        |                                                                        |                                                                        |                                                                        |                                                                        |
| 85    | Dernière actualisation : — |                                                                        |                                                                        |                                                                        |                                                                        |                                                                        |                                                                        |                                                                        |                                                                        |

### Moselle et Madon
| Ligne | Caractéristiques | Caractéristiques                                                                         | Caractéristiques                                                                         | Caractéristiques                                                                         | Caractéristiques                                                                         | Caractéristiques                                                                         | Caractéristiques                                                                         | Caractéristiques                                                                         | Caractéristiques                                                                         |
| 100   | Pont-St-Vincent / Chaligny Cap Filéo ⥋ Vandœuvre Brabois Santé / Villers Lycée Stanislas | Pont-St-Vincent / Chaligny Cap Filéo ⥋ Vandœuvre Brabois Santé / Villers Lycée Stanislas | Pont-St-Vincent / Chaligny Cap Filéo ⥋ Vandœuvre Brabois Santé / Villers Lycée Stanislas | Pont-St-Vincent / Chaligny Cap Filéo ⥋ Vandœuvre Brabois Santé / Villers Lycée Stanislas | Pont-St-Vincent / Chaligny Cap Filéo ⥋ Vandœuvre Brabois Santé / Villers Lycée Stanislas | Pont-St-Vincent / Chaligny Cap Filéo ⥋ Vandœuvre Brabois Santé / Villers Lycée Stanislas | Pont-St-Vincent / Chaligny Cap Filéo ⥋ Vandœuvre Brabois Santé / Villers Lycée Stanislas | Pont-St-Vincent / Chaligny Cap Filéo ⥋ Vandœuvre Brabois Santé / Villers Lycée Stanislas | Pont-St-Vincent / Chaligny Cap Filéo ⥋ Vandœuvre Brabois Santé / Villers Lycée Stanislas |
| ----- | --- | ---------------------------------------------------------------------------------------- | ---------------------------------------------------------------------------------------- | ---------------------------------------------------------------------------------------- | ---------------------------------------------------------------------------------------- | ---------------------------------------------------------------------------------------- | ---------------------------------------------------------------------------------------- | ---------------------------------------------------------------------------------------- | ---------------------------------------------------------------------------------------- |
| 100   | Ouverture / Fermeture 31 août 2020 / — | Longueur De 9,5 à 18,5 km                                                                | Durée 45 min                                                                             | Nb. d’arrêts —                                                                           | Matériel Iveco Urbanway 12 GNV Hybrid                                                    | Jours de fonctionnement L, Ma, Me, J, V, S, D                                            | Jour / Soir / Nuit / Fêtes O / N / N / O                                                 | Voy. / an —                                                                              | Dépôt Keolis Bouxières                                                                   |
| 100   | Desserte : - Communes desservies : Pont-Saint-Vincent, Chaligny, Neuves-Maisons, Chavigny, Vandoeuvre-lès-Nancy, Villers-lès-Nancy. - Principaux arrêts desservis : Pont-Saint-Vincent, Chaligny Cap Filéo, Neuves-Maisons Point Central, Vandoeuvre CHU Brabois, Vélodrome, Villers Lycée Stanislas. |                                                                                          |                                                                                          |                                                                                          |                                                                                          |                                                                                          |                                                                                          |                                                                                          |                                                                                          |
| 100   | Autre : - Fréquence : Du lundi au dimanche - Particularité : Certains arrêts ne sont pas desservis quand le chauffeur estime qu'il a déjà suffisamment de passagers. - Date de dernière mise à jour : 3 décembre 2023.                                                                                |                                                                                          |                                                                                          |                                                                                          |                                                                                          |                                                                                          |                                                                                          |                                                                                          |                                                                                          |
| 100   | Dernière actualisation : — |                                                                                          |                                                                                          |                                                                                          |                                                                                          |                                                                                          |                                                                                          |                                                                                          |                                                                                          |

Cette desserte a été effectuée par ligne 10, qui vient de Pompey, de l'été 2019 à l'été 2020.
Cette ligne a pour origine la ligne 14 de l'Ancien tramway de Nancy. À l'origine, le service était réalisé de Pont-Saint-Vincent à Nancy Carnot. Après fermeture du tram, le service est réalisé par bus.
Par la suite, il a été créé des renforts divers (Chaligny à Nancy, Pont-Saint-Vincent à Vandœuvre Vélodrome) jusqu'à ce que soit mise en place l'intermodalité qui a avancé le terminus au lycée Stanislas en correspondance avec les lignes du réseau Stan.
Avant 2014, Messein était aussi desservi par la ligne 514 du Sub' Ouest. Depuis, le service est repris par la région Grand est et son réseau Fluo 54 (ligne S500).

### Sel et Vermois
| Ligne | Caractéristiques | Caractéristiques                       | Caractéristiques                       | Caractéristiques                       | Caractéristiques                       | Caractéristiques                              | Caractéristiques                         | Caractéristiques                       | Caractéristiques                       |
| 23    | DOMBASLE Saulcy ⥋ VANDOEUVRE Vélodrome | DOMBASLE Saulcy ⥋ VANDOEUVRE Vélodrome | DOMBASLE Saulcy ⥋ VANDOEUVRE Vélodrome | DOMBASLE Saulcy ⥋ VANDOEUVRE Vélodrome | DOMBASLE Saulcy ⥋ VANDOEUVRE Vélodrome | DOMBASLE Saulcy ⥋ VANDOEUVRE Vélodrome        | DOMBASLE Saulcy ⥋ VANDOEUVRE Vélodrome   | DOMBASLE Saulcy ⥋ VANDOEUVRE Vélodrome | DOMBASLE Saulcy ⥋ VANDOEUVRE Vélodrome |
| ----- | --- | -------------------------------------- | -------------------------------------- | -------------------------------------- | -------------------------------------- | --------------------------------------------- | ---------------------------------------- | -------------------------------------- | -------------------------------------- |
| 23    | Ouverture / Fermeture 26 août 2019. / — | Longueur —                             | Durée 50 min                           | Nb. d’arrêts 44                        | Matériel Citaro (Mercedes)             | Jours de fonctionnement L, Ma, Me, J, V, S    | Jour / Soir / Nuit / Fêtes O / N / N / N | Voy. / an —                            | Dépôt —                                |
| 23    | Desserte : - Communes desservies : Nancy, Vandoeuvre-lès-Nancy, Jarville-la-Malgrange, Heillecourt, Laneuveville-devant-Nancy, Saint-Nicolas-de-Port, Varangéville, Dombasle-sur-Meurthe. - Principaux arrêts desservis : Vandoeuvre Vélodrome, Vandoeuvre Nations, Collège Montaigu, Laneuveville Piscine, Kiosque, Saint-Nicolas le Nid, Gare Varangéville-Saint-Nicolas, Dombasle Point Central, Dombasle Saulcy. |                                        |                                        |                                        |                                        |                                               |                                          |                                        |                                        |
| 23    | Autre : - Fréquence : Toutes les 30 à 60 minutes du lundi au vendredi et toutes les 60 à 75 minutes les samedis et pendant les petites vacances scoalires. - Date de dernière mise à jour : 25 juin 2020. |                                        |                                        |                                        |                                        |                                               |                                          |                                        |                                        |
| 23    | Dernière actualisation : — |                                        |                                        |                                        |                                        |                                               |                                          |                                        |                                        |
| 24    | DOMBASLE Saulcy ⥋ ART SUR MEURTHE | DOMBASLE Saulcy ⥋ ART SUR MEURTHE      | DOMBASLE Saulcy ⥋ ART SUR MEURTHE      | DOMBASLE Saulcy ⥋ ART SUR MEURTHE      | DOMBASLE Saulcy ⥋ ART SUR MEURTHE      | DOMBASLE Saulcy ⥋ ART SUR MEURTHE             | DOMBASLE Saulcy ⥋ ART SUR MEURTHE        | DOMBASLE Saulcy ⥋ ART SUR MEURTHE      | DOMBASLE Saulcy ⥋ ART SUR MEURTHE      |
| 24    | Ouverture / Fermeture 26 août 2019. / — | Longueur —                             | Durée 35 min                           | Nb. d’arrêts 27                        | Matériel Citaro (Mercedes)             | Jours de fonctionnement L, Ma, Me, J, V, S, D | Jour / Soir / Nuit / Fêtes O / N / N / N | Voy. / an —                            | Dépôt —                                |
| 24    | Desserte : - Communes desservies : Art-sur-Meurthe, Laneuveville-devant-Nancy, Saint-Nicolas-de-Port, Varangéville, Dombasle-sur-Meurthe. - Principaux arrêts desservis : Art-sur-Meurthe, Laneuveville Centre, Kiosque, Varangéville Monument, Dombasle Point Central, Dombasle Saulcy. |                                        |                                        |                                        |                                        |                                               |                                          |                                        |                                        |
| 24    | Autre : - Fréquence : Toutes les 30 à 60 minutes du lundi au vendredi, toutes les 60 à 100 minutes les samedis et pendant les petites vacances scoalires et 9 allers-retours les dimanche et jours feriés. - Date de dernière mise à jour : 25 juin 2020. |                                        |                                        |                                        |                                        |                                               |                                          |                                        |                                        |
| 24    | Dernière actualisation : — |                                        |                                        |                                        |                                        |                                               |                                          |                                        |                                        |

## Exploitation

### Matériel roulant
L'entreprise Keolis Territoires Nancéiens possède 41 licences de transport communautaire, mais ce chiffre inclut les bus du réseau SIT de Pompey.

#### Parc actuel
- 5 Mercedes Citaro Facelift
- 3 IVECO Urbanway 12 GNV Mild Hybrid
- 11 IVECO Urbanway 18 GNV Mild Hybrid

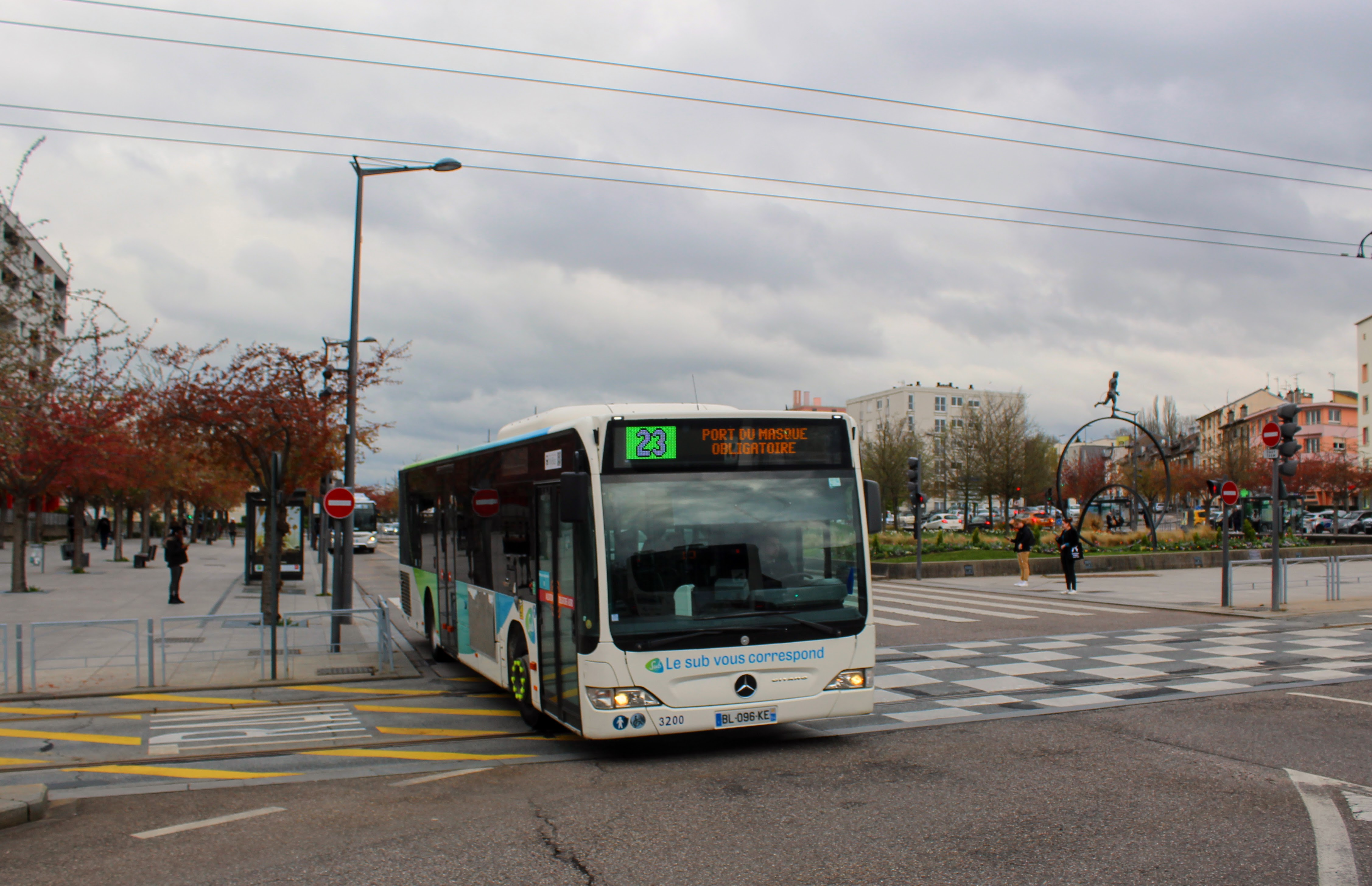
Un Citaro facelift du réseau Sub sur la ligne 23 en direction de Dombasle Saulcy.

- 1 Mercerdes Citaro GFL

#### Anciens véhicules
- Heuliez GX 107
- Heuliez GX 187
- Heuliez O 305 G HLZ
- Irisbus Agora L
- Renault PR 100 R, PR 100.2 et PR 112
- Renault PR 180 MIPS, PR 180 R et PR 180.2
- Renault SC 10 R
- Mercedes Citaro GC2
- Mercedes Citaro GFL
- Mercedes Citaro G
- Mercedes Citaro C2
- Mercedes Citaro FL
- Mercedes Citaro C1

### Dépôt
Depuis 2009, les bus sont remisés au dépôt situé 3 rue de la Sablière à Bouxières-aux-Dames (48° 44′ 49″ N, 6° 09′ 28″ E), où est également situé le siège social de l'exploitant.
Du temps de la CGFTE, entre 1997 et 2009, les bus étaient remisés au Marché de Gros, situé 36 rue Jean Mermoz à Vandœuvre-lès-Nancy (48° 39′ 24″ N, 6° 11′ 26″ E)
Avant 1997, les bus étaient remisés au dépôt des bus urbains (dépôt de Préville), situé 11 avenue de Boufflers à Nancy (48° 41′ 19″ N, 6° 09′ 50″ E).

### Sous-traitance
Certains renforts scolaires sont assurés par Keolis Sud Lorraine, basé à Bouxières-aux-Dames.